# Carl Nonn

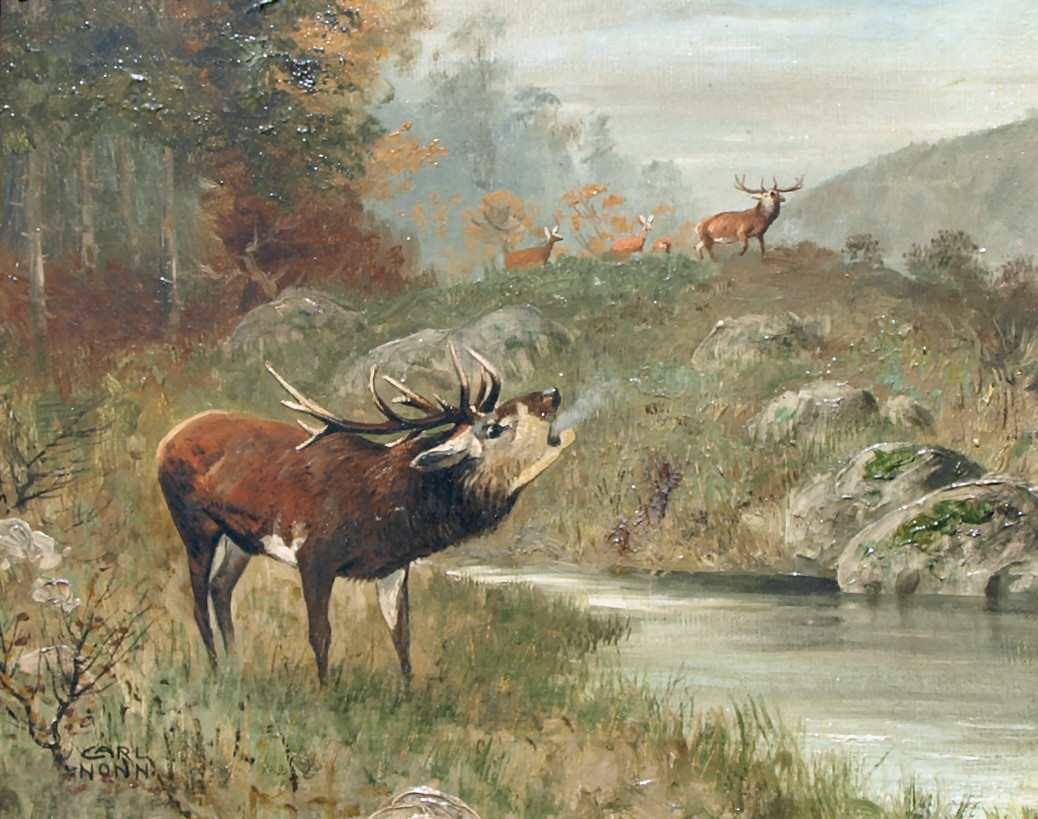
Carl Nonn: Röhrender Hirsch (ursprünglich für die Familie Wenig angefertigt, vermutlich zwischen 1894 und 1921)

Carl Nonn (* 29. April 1876 in Bonn; † 25. Juni 1949 ebenda) war ein deutscher Maler.

## Leben und Wirken

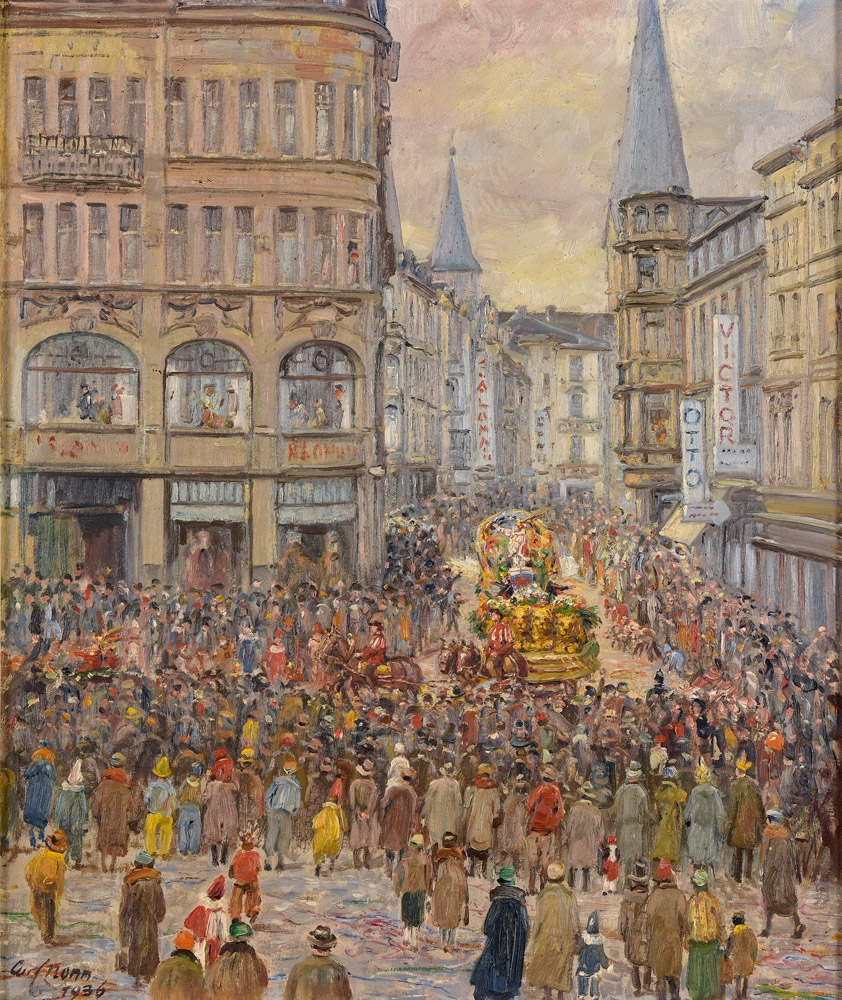
Carl Nonn: Prinz Heinz V. Karneval 1936 in Bonn

Geboren wurde Nonn als drittes und jüngstes Kind des Kürschnermeisters Anton Nonn und seiner Ehefrau Franziska geb. Krahe. Nach dem Besuch der Bonner Münsterschule absolvierte er von 1888 bis 1894 zunächst eine Lehre als Dekorationsmaler und arbeitete dann als solcher. Daneben erhielt er Privatunterricht bei dem Zeichenlehrer Adams. Von 1894 bis 1896 besuchte er die Kunstgewerbeschule in Düsseldorf.
Seinen Militärdienst leistete er von 1897 bis 1898 beim Infanterie-Regiment Bonn. Dabei erlitt er einen Knochenbruch an der rechten Hand, dessen falsche Behandlung die dauerhafte Versteifung der Hand zur Folge hatte. Bis 1900 hielt Nonn sich in München auf, wo er Kirchen und Kapellen ausmalte und Studien von der Natur sowie in der Alten Pinakothek anfertigte.
Nach seiner Rückkehr nach Bonn im Jahre 1901 heiratete er Katharina Biesing. Aus einer Erbschaft konnte der Kauf eines Hauses finanziert werden. Vier Jahre später war ihm mit finanzieller Unterstützung seiner Eltern der Bau eines großzügigen Atelierhauses in der Niebuhrstraße 14 möglich.
Ab 1905 unternahm er Reisen in die Eifel und machte dabei die Bekanntschaft von Fritz von Wille, mit dem ihn später eine Freundschaft verband. 1909 war er erstmals an einer Ausstellung im Bonner Obernier-Museum beteiligt. Nach mehreren Ausstellungen schlossen sich mehrere Bonner Künstler zum Bonner Künstlerbund unter Vorsitz von Nonn zusammen. Ab 1912 war er an Ausstellungen in Köln und Düsseldorf beteiligt. 1913/14 machte er die Bekanntschaft von August Macke.
Unter anderem der Handverletzung wegen wurde Nonn 1914 vom Kriegsdienst freigestellt. 1925 hielt er sich bei seinem ältesten Sohn Anton auf dem Kreuzer „Berlin“ auf. 1927 unternahm er eine dreimonatige Malreise nach Norwegen, auf der er beispielsweise Wandbilder im Tourist-Hotel in Norheimsund schuf. Im selben Jahr gestaltete er auch das Titelblatt für das Festbuch zum Beethovenfest sowie Titelbilder für Wanderbücher der Helingschen Verlagsanstalt Leipzig. Aus dem Jahr 1935 stammen Entwürfe für Karnevalswagen (Prinzenwagen und Bonna-Wagen), aus dem folgenden Jahr Wandbilder mit alten Bonner Motiven im „Stadtkrug“ und Wandbilder mit Ansichten des alten Bonn in der Gaststätte „Em Höttche“ am Bonner Marktplatz.
Von Nonns drei Söhnen überlebte nur der 1903 geborene Anton den Zweiten Weltkrieg. Der zweite Sohn Carlo (* 1910) fiel 1940, der dritte Sohn Otto (* 1917) 1943.
Nonn selbst wurde 1944 nach Gehlberg in Thüringen evakuiert. Während seiner Abwesenheit wurden etwa 80 Bilder aus dem Atelierhaus entwendet und sein Wohnhaus zerstört. Nach seiner Rückkehr nach Bonn 1945 widmete er sich bis zu seinem Tod 1949 dem Wiederaufbau.

## Grabstätte und Ehrungen

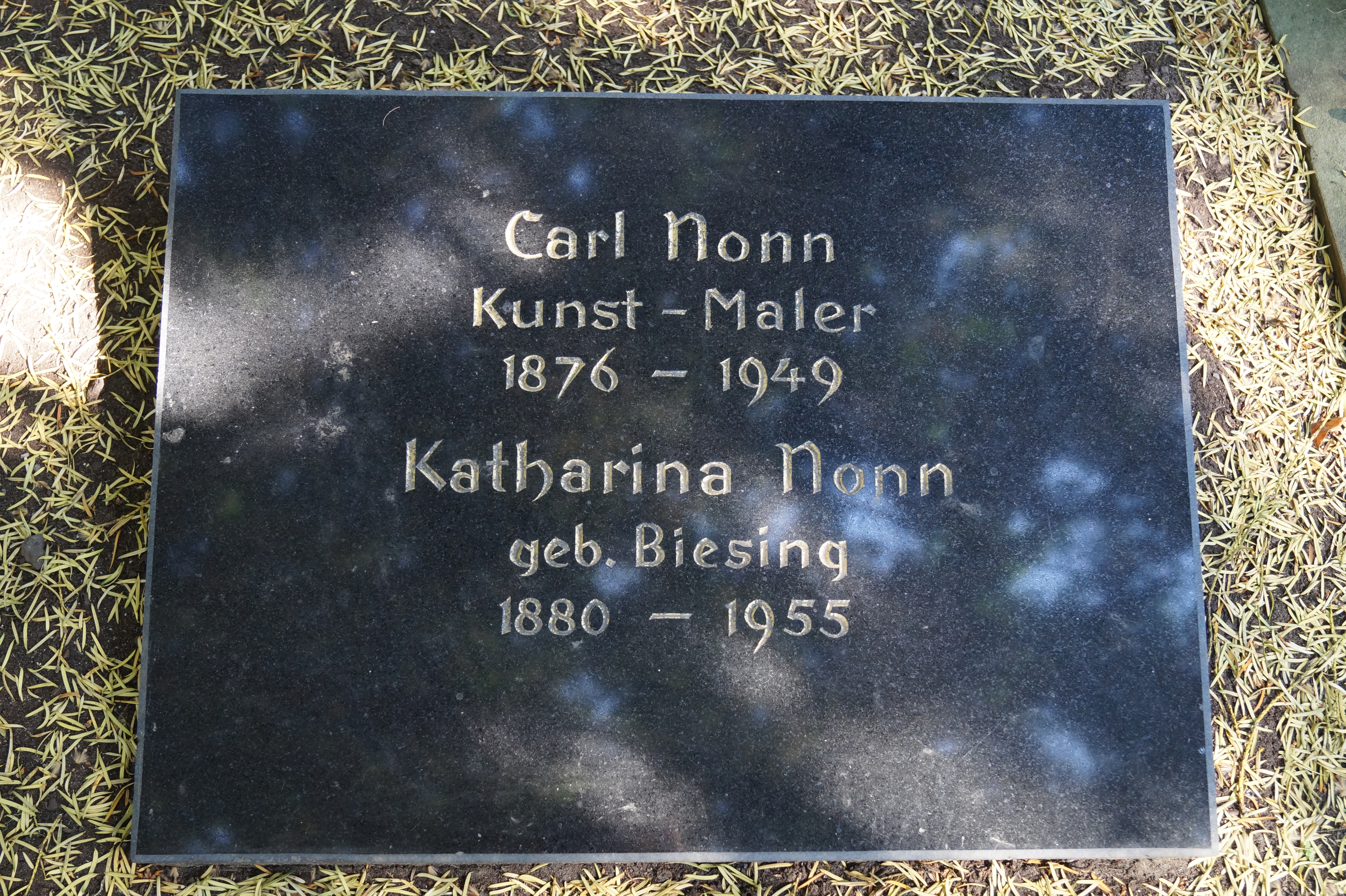
Grabplatte von Carl Nonn im Familiengrab Biesing/Nonn

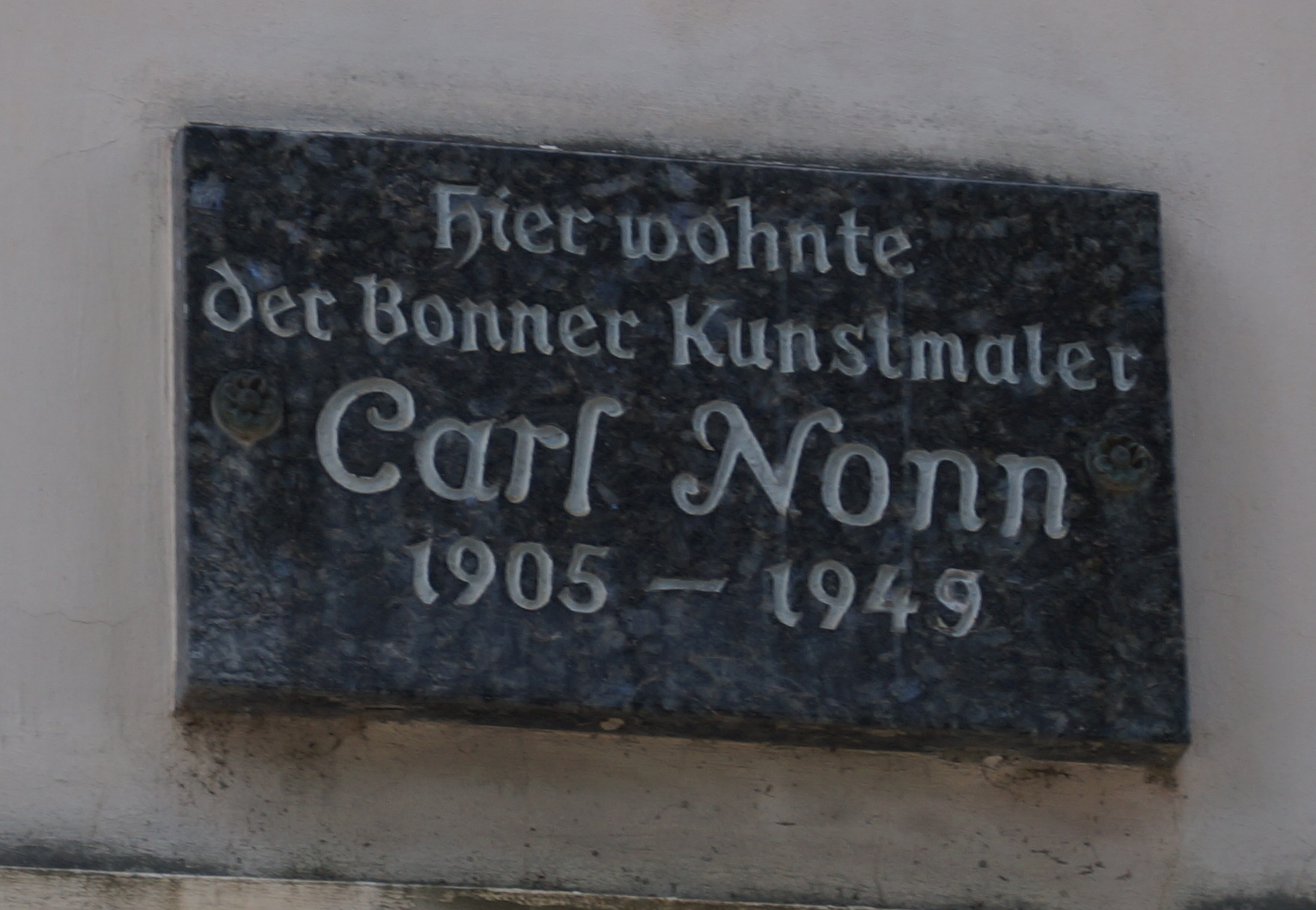
Gedenktafel am Atelierhaus Niebuhrstraße

Nonn wurde zunächst auf dem Bonner Nordfriedhof bestattet. Mittlerweile befindet sich sein Grab auf dem Alten Friedhof.
1951 wurde die Bonner „Nonnstraße“ nach ihm benannt.
1976 wurde an seinem Atelierhaus in der Niebuhrstraße eine Gedenktafel angebracht.